# Dwór w Woli Zręczyckiej
Dwór Feillów w Woli Zręczyckiej – dwór znajdujący się w przysiółku Wólka Zręczycka, we wsi Zręczyce, w gminie Gdów, w powiecie wielickim, w województwie małopolskim.
Obiekt leżący na małopolskim szlaku architektury drewnianej, w skład którego wchodzi: dwór, ogród oraz kapliczka, został wpisany do rejestru zabytków nieruchomych województwa małopolskiego.
Dwór zbudowany przez rodzinę Feillów w latach 1876–1879. Budynek o konstrukcji zrębowej, z drewna modrzewiowego, narożniki z zamkami węgłowymi bez ostatków. Wejście do budynku prowadzi po stopniach z piaskowca, przez podcienie wsparte na czterech doryckich kolumnach, również wykonanych z piaskowca. Wchodzi się do dużej kwadratowej sieni, z której prowadzą drzwi do głównego pokoju z wyjściem na ogród. W stropie widoczne drewniane legary. Dawne wyposażenie dworu nie zachowało się. Dookoła dworu znajduje się niewielki park.
Obecnie dwór należy do Krzysztofa i Anety Tyl, spadkobierców Feillów. W dworze znajduje się największy zbiór prac malarki Stefanii Feill.